# Club (winkel)
Club is een Belgische winkelketen gespecialiseerd in de verkoop van boeken, tijdschriften en papierwaren.

## Geschiedenis
Club wisselde de laatste jaren talrijke keren van eigenaar. De winkelketen maakte tot in 2001 deel uit van de GIB Group. Toen werd Club verkocht aan de Belgische online boekhandel Proxis. Deze laatste, inclusief Club kwam in 2006 in handen van Distriplus, een dochteronderneming van de Nationale Portefeuillemaatschappij van de Waalse ondernemer Albert Frère en Ackermans & Van Haaren; in de portefeuille van Distriplus zitten ook de cosmetica-winkelketens Planet Parfum en Di.
In 2014 werd Club finaal overgenomen door Standaard Boekhandel en de Zuidnederlandse Uitgeverij. Daardoor werd de Standaard Boekhandel, die tot dan enkel in Vlaanderen en Brussel opereerde, ook actief in Wallonië.
Club realiseerde in 2013 een omzet van 53 miljoen euro en stelde 280 medewerkers tewerk.

## Winkels
Bij de overname in 2006 telde Club 26 winkels in België. Toen reeds lag het merendeel van de winkels in Brussel en Wallonië. In Vlaanderen waren er onder meer winkels in Aalst (Kattestraat), Gent (eerst aan de Korenmarkt, nadien aan het Zuid), Leuven (Rector De Somerplein), Merksem (Bredabaan), Roeselare (Ooststraat) en Wijnegem Shopping Center. In 2010 kwam er nog een nieuwe winkel in Kortrijk (Steenstraat).
In 2014 waren bij de verkoop 31 winkels actief, waarvan twee in Vlaanderen (Leuven en Gent) (beide ondertussen gesloten), tien in het Brussels Hoofdstedelijk Gewest, twintig in Wallonië en één in het Groot-Hertogdom Luxemburg.